# Arthropterus depressus
Arthropterus depressus is een keversoort uit de familie van de loopkevers (Carabidae). De wetenschappelijke naam van de soort is voor het eerst geldig gepubliceerd in 1873 door Macleay.
Qua leefgebied is voor deze keversoort is enkel een typelocatie bekend, namelijk het oosten van de provincie New South Wales in Australië.
De kever heeft een donkere, doffe rode kleur en is dicht gestippeld.